# Tignère
Tignère ist eine Stadt in Kamerun in der Region Adamaoua. Sie ist die Hauptstadt des Départements Faro-et-Déo. 

## Verkehr
Tignère liegt an der Provenzialstraße P12.